# Johannes Cisnerus
Johannes Cisnerus († 1620) war ein deutscher Schulmeister und reformierter Pfarrer, der sich gegen die ungerechten Hexenprozesse starkmachte.

## Leben
Cisnerus stammte aus Mosbach am Neckar aus der berühmten Familie Cisnerus (deutsch: Kistner), wozu auch sein Vorfahre, der bekannte Humanist und Jurist Nikolaus Cisnerus gehörte. Er war an der Universität in Heidelberg von 1591 bis 1596 immatrikuliert. 1596 bis 1598 war er Schulmeister in Birstein. An der Seite seines Pfarrerkollegen Anton Praetorius kämpfte er gegen die Folter in den damals willkürlich und brutal angelegten Hexenprozessen und konnte eine Frau vor dem Tod retten.
Von 1598 bis 1599 war Cisnerus Diakonus und Schulmeister in Sprendlingen (bei Alzey), 1599 bis 1602 Pfarrer in Würrich, 1602 bis 1609 in Käferthal, 1609 bis 1617 in Eppelheim und 1617 bis 1620 Spitalprediger in Heidelberg.
Der Theologe Anton Praetorius erwähnt ihn in seiner Schrift gegen Hexenprozesse (Gründlicher Bericht von Zauberey) von 1613 in einer verschlüsselten Botschaft:
„Wie mir durch M. Mennahoi Murensic, und andere mehr angesagt ward, dass nur das letzte Weib noch bey leben ...“. Wenn man die Worte Mennahoi Murensic von hinten liest, ergibt sich: Johannes Cisnerus. M. bedeutet Magister (Lehrer).
Diese Verschlüsselung sollte wohl das gefährliche Engagement von Cisnerus gegen Hexenprozesse würdigen, zugleich aber nur für Eingeweihte erkennbar machen.